# Floris Smand
Floris Smand, född 20 januari 2003, är en nederländsk fotbollsspelare som spelar för SC Cambuur.

## Karriär
Smand växte upp i staden Lemmer, i provinsen Friesland. Han började spela fotboll i CVVO, han spelade även som ung i grannstaden Emmeloord för VV Flevo Boys. 2016 gick Smand till SC Cambuur ungdomsakademi.
I augusti 2022 skrev han A-lagskontrakt med Cambuur, där han skrev på ett tvåårskontrakt + en option på 1 år. Den 6 augusti 2022 gjorde Smand debut i Eredivisie i en 2-0 förlust mot Excelsior, där han startade match och blev utbytt i den 58:e minuten mot Léon Bergsma.
I juli 2023 omförhandlade och förlängde Smand sitt kontrakt med klubben till 30 juni 2025 med en option på ytterligare ett 1 år. Säsongen 2023/24 spelade han 32 matcher, gjorde 1 mål och 2 assist.
I augusti 2024 lånades Smand ut till allsvenska Västerås SK, med en utköpsoption i kontraktet. Den 26 augusti 2024 debuterade Smand i Allsvenskan i en 1-0 vinst mot Halmstad BK, där han spelade 90 minuter.